# Långaryds socken

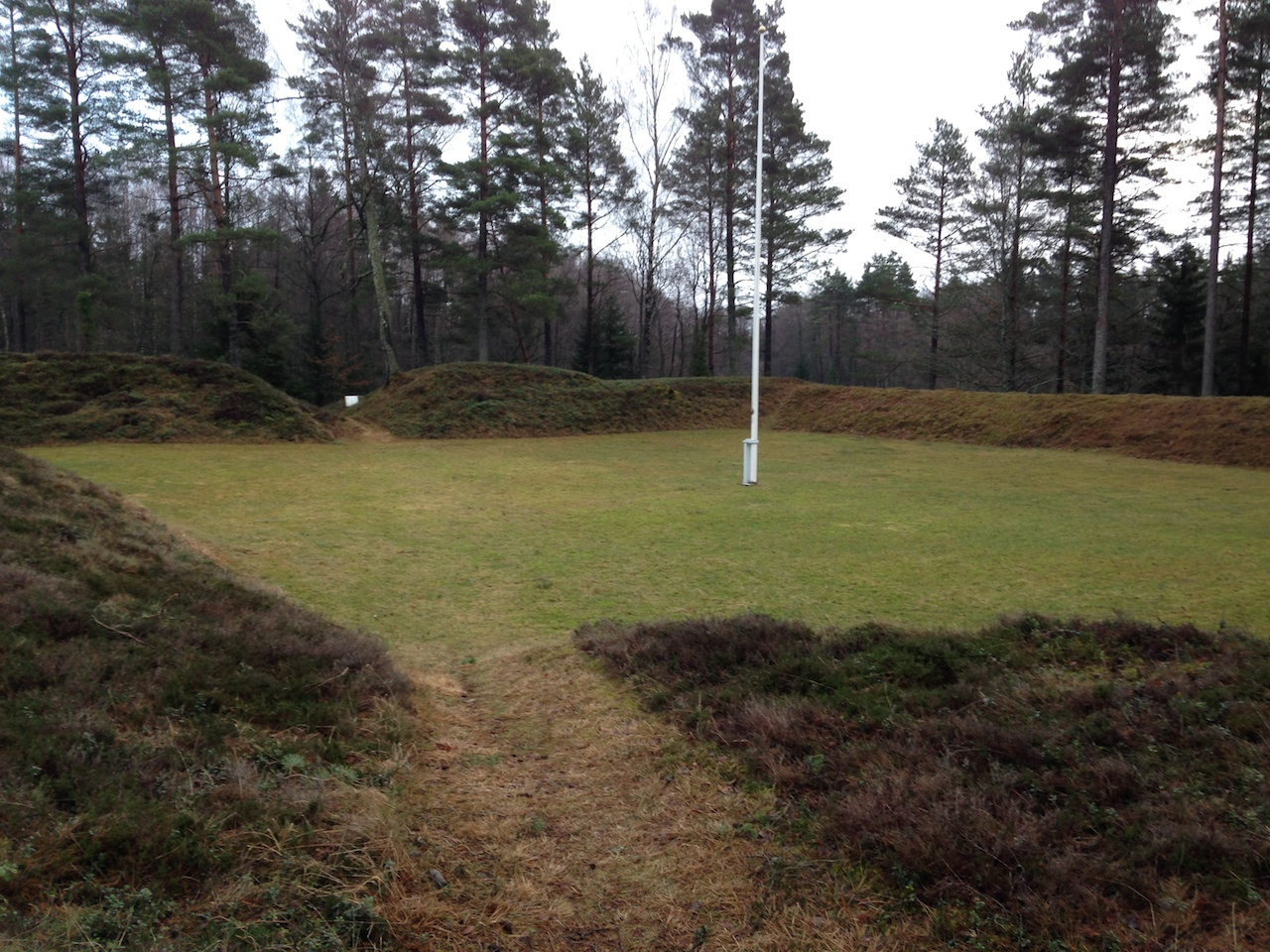
Nissaryds skans.

Långaryds socken i Småland ingick i Västbo härad i Finnveden och i Jönköpings län, ingår sedan 1971 i Hylte kommun sedan 1974 i Hallands län och motsvarar från 2016 Långaryds distrikt.
Socknens areal är 242,75 kvadratkilometer, varav land 231,42. År 2000 fanns här 1 445 invånare. Kyrkbyn Långaryd med sockenkyrkan Långaryds kyrka ligger i socknen. 

## Administrativ historik
Långaryds socken har medeltida ursprung.
Vid kommunreformen 1862 övergick socknens ansvar för de kyrkliga frågorna till Långaryds församling och för de borgerliga frågorna till Långaryds landskommun i Jönköpings län.  Landskommunen inkorporerades 1952 i Hylte landskommun, som sedan 1971 uppgick i Hylte kommun. Länstillhörigheten ändrades sedan 1974 till Hallands län samtidigt som Hylte kommun utökades till nuvarande omfattning. 1953 överfördes fastigheterna Borgen, Risa kvarn, Glassbo norra, Glassbo södra, Hästerås och Mårenäs till Torups socken. 1959 överfördes fastigheterna Ekeryd, Ekeryd lilla, Ekeryd södra, Mosshult, Tollsbo och Örnabäckshult till Färgaryds socken.
1 januari 2016 inrättades distriktet Långaryd, med samma omfattning som församlingen hade 1999/2000. 
Socknen har tillhört samma fögderier och domsagor som Västbo härad. De indelta soldaterna tillhörde Jönköpings regemente, Södra Västbo kompani och Smålands grenadjärkår, Jönköpings kompani.

## Geografi och natur
Långaryds socken ligger kring Nissan och gränsar till Halland i väster. Socknen är utanför dalgångsbygden sjö- och mossrik skogsbygd. De största insjöarna är Stora Färgen som delas med Färgaryds socken, Jällunden som delas med Jälluntofta socken, Jansbergssjön, Stora Skärshultasjön och Yttern.
Det finns tre naturreservat i socknen. Gassbo, Hastaböke och Mårås är alla kommunala naturreservat.
Sätesgårdar var Jansbergs säteri, Södra Landeryds säteri, Norra Landeryds säteri och Yttersjöholms säteri.
I Nissaryd fanns förr ett gästgiveri.

## Fornminnen
Cirka 20 stenåldersboplaser utmed Nissan och några mindre järnåldersgravfält med skeppssättning och domarring samt några gravrösen finns här. En offerkälla, Ögonkällan, finns vid Långaryd Skattegård. En runristning är antecknad från kyrkan, nu försvunnen.

## Namnet
Namnet (1303 Langaryd), taget från kyrkbyn, har förledet en svag form av ordet 'lång' och efterledet ryd, röjning i skog.

## Befolkningsutveckling
Befolkningen ökade från 1 912 1810 med någon variation till 3 777 1910 varefter den minskade med ytterligare någon variation till 1 567 1990 då den var som minst under 1900-talet.
| Befolkningsutvecklingen i Långaryds socken 1810–1990                                                    | Befolkningsutvecklingen i Långaryds socken 1810–1990 | Befolkningsutvecklingen i Långaryds socken 1810–1990 | Befolkningsutvecklingen i Långaryds socken 1810–1990 | Befolkningsutvecklingen i Långaryds socken 1810–1990 |
| --- | ---------------------------------------------------- | ---------------------------------------------------- | ---------------------------------------------------- | ---------------------------------------------------- |
| |                                                      |                                                      |                                                      |                                                      |
| År |                                                      |                                                      | Folkmängd                                            |                                                      |
| 1810 | 1810                                                 |                                                      | 1 912                                                |                                                      |
| 1820 | 1820                                                 |                                                      | 2 127                                                |                                                      |
| 1830 | 1830                                                 |                                                      | 2 431                                                |                                                      |
| 1840 | 1840                                                 |                                                      | 2 617                                                |                                                      |
| 1850 | 1850                                                 |                                                      | 2 748                                                |                                                      |
| 1860 | 1860                                                 |                                                      | 3 054                                                |                                                      |
| 1870 | 1870                                                 |                                                      | 3 218                                                |                                                      |
| 1880 | 1880                                                 |                                                      | 3 355                                                |                                                      |
| 1890 | 1890                                                 |                                                      | 3 084                                                |                                                      |
| 1900 | 1900                                                 |                                                      | 3 330                                                |                                                      |
| 1910 | 1910                                                 |                                                      | 3 777                                                |                                                      |
| 1920 | 1920                                                 |                                                      | 3 634                                                |                                                      |
| 1930 | 1930                                                 |                                                      | 3 728                                                |                                                      |
| 1940 | 1940                                                 |                                                      | 3 320                                                |                                                      |
| 1950 | 1950                                                 |                                                      | 3 319                                                |                                                      |
| 1960 | 1960                                                 |                                                      | 2 087                                                |                                                      |
| 1970 | 1970                                                 |                                                      | 1 746                                                |                                                      |
| 1980 | 1980                                                 |                                                      | 1 585                                                |                                                      |
| 1990 | 1990                                                 |                                                      | 1 567                                                |                                                      |
| Anm: Källor: Umeå universitet - Tabellverket 1749-1859, Demografiska databasen, CEDAR, Umeå universitet |                                                      |                                                      |                                                      |                                                      |